# Santuario della Madonna del Frassino (Peschiera del Garda)
(Attilio Nicora)
Il santuario della Madonna del Frassino è una chiesa monumentale di Peschiera del Garda e appartiene alla diocesi di Verona. Nel santuario si venera la piccola statua della Madonna del Frassino apparsa miracolosamente, secondo la tradizione, l'11 maggio 1510 tra i rami di un albero di frassino.

## Storia

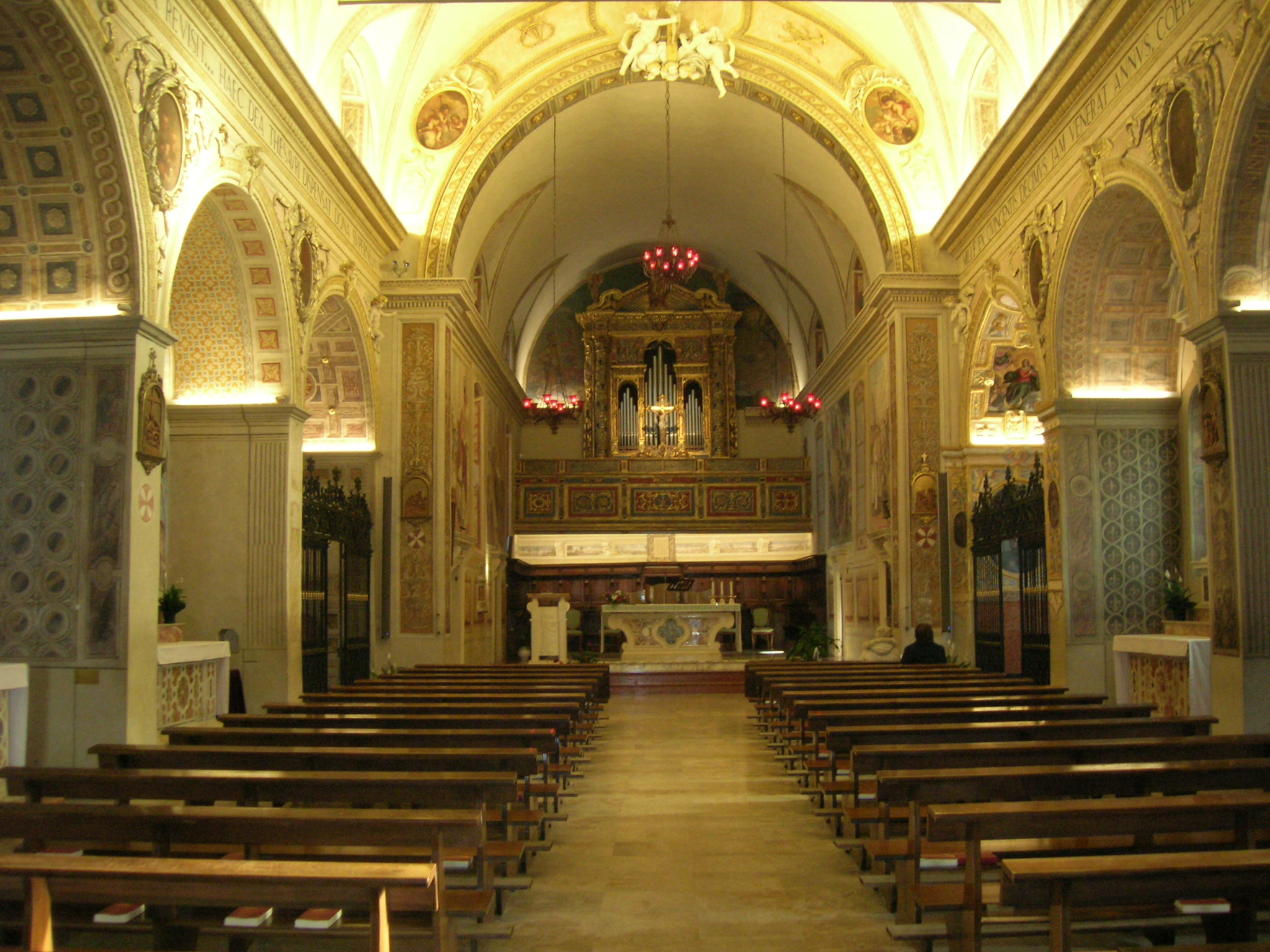
L'interno

Un pastore della zona aveva invocato la Vergine Maria in seguito all'aggressione di un grosso serpente, mai visto da quelle parti. Non solo l'animale si era dileguato, ma era comparsa, tra i rami di un albero di frassino, una piccola statua di poco più di 14 cm, raffigurante la Madonna con in braccio il bambino Gesù. Si decise allora la costruzione di una piccola cappella, che fu inaugurata il 12 settembre 1510, dopo essere stata costruita grazie alle offerte del popolo, e fu affidata ai padri serviti. In poco tempo la cappella, che nel frattempo era passata nelle mani dei frati minori francescani, precisamente il 18 giugno 1514, diventò un punto d'incontro dei numerosi fedeli i quali portavano doni votivi a seguito delle grazie ricevute: al luogo sacro fece visita, nel 1514, anche Isabella d'Este, che in una lettera al marito Francesco II Gonzaga, malato da tempo, scrisse:
(Isabella d'Este)

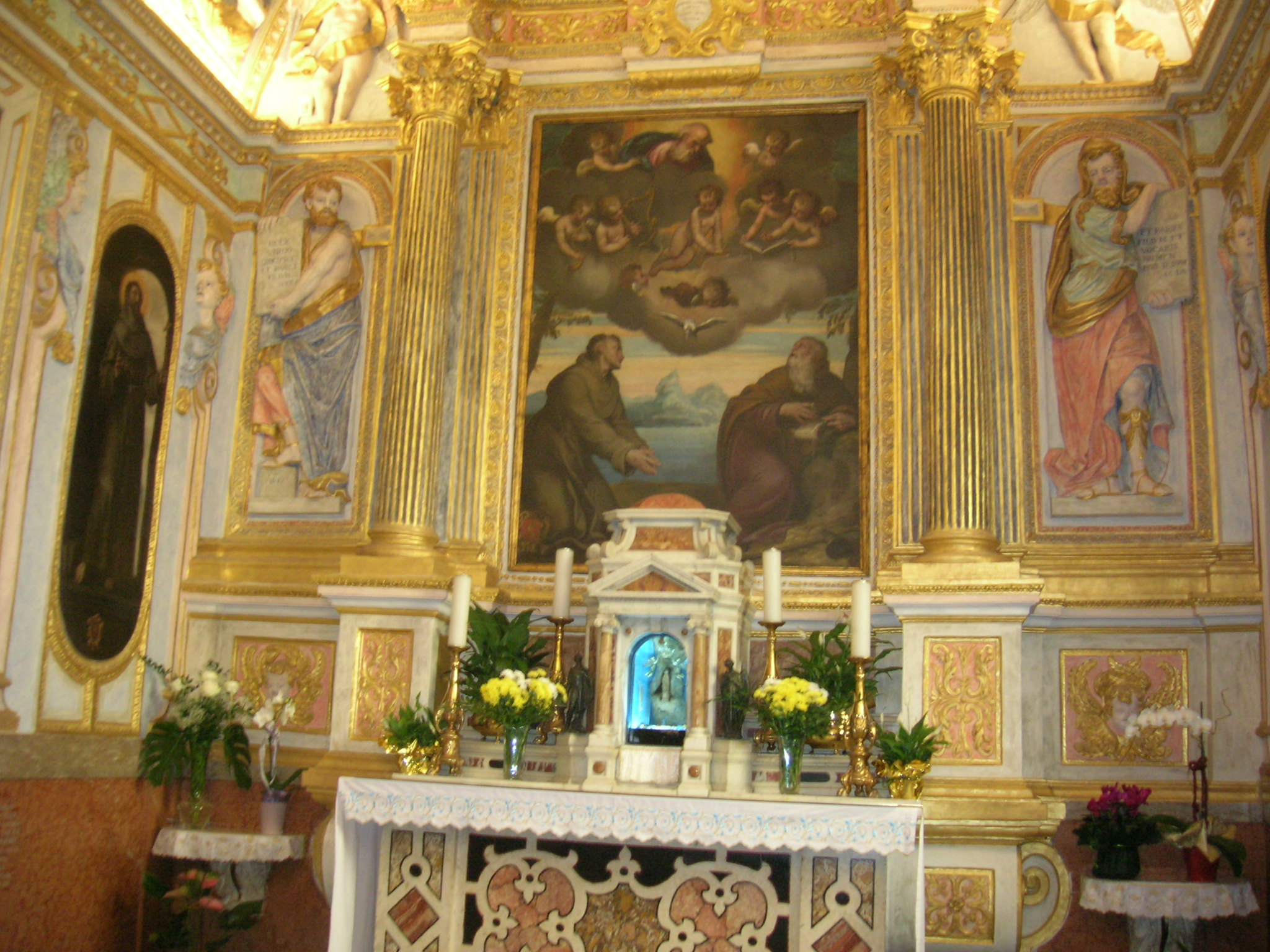
Cappella della Madonna del Frassino

Si decise poi di costruire intorno alla cappella una chiesa più grande: la posa della prima pietra avvenne il 18 giugno 1515, mentre il 14 gennaio 1518, papa Leone X concesse l'autorizzazione per la costruzione di un convento dove potessero alloggiare i monaci.
Nel corso dei secoli successivi il santuario si abbellì di numerose opere d'arte e si arricchì economicamente tramite le donazioni dei fedeli: nel 1610 il semplice stile francescano fu rifinito con stucchi in stile barocco, così come fu abbellita la cappella della Madonna. Nel 1652 fu aggiunto il coro ligneo sull'altare principale, mentre nel corso del XVIII secolo fu posto l'organo.
Nel 1810, a seguito dell'invasione napoleonica, la storia del santuario subì una battuta d'arresto: i monaci furono allontanati dal convento e una serie di profanazioni interessarono la chiesa; nel 1848 il borgo che era sorto intorno al santuario venne completamente raso al suolo in seguito a un bombardamento, ma la chiesa rimase intatta. In seguito il convento fu adibito a usi civili e militari, diventando il quartier generale dell'esercito piemontese. Successivamente fu adibito a ospedale comunale fino al 1860, anno in cui fu riaperta la chiesa, che svolse anche la funzione di accoglienza di persone senza fissa dimora e di anziani. Nel 1898 sia il convento che la chiesa ritornarono nelle mani dei francescani: la chiesa fu completamente restaurata con il rifacimento sia della facciata sia del pavimento, si provvide inoltre al restauro delle opere d'arte custodite. Nel 1929 Pio XI concesse l'incoronazione della statua della Madonna del Frassino, avvenuta poi il 24 settembre 1930. Nel 1969 fu realizzata la cappella penitenziale, di stampo moderno, ad opera dell'architetto Avesani, mentre lavori di restauro sono stati effettuati dal 1996 al 1998.

## Descrizione

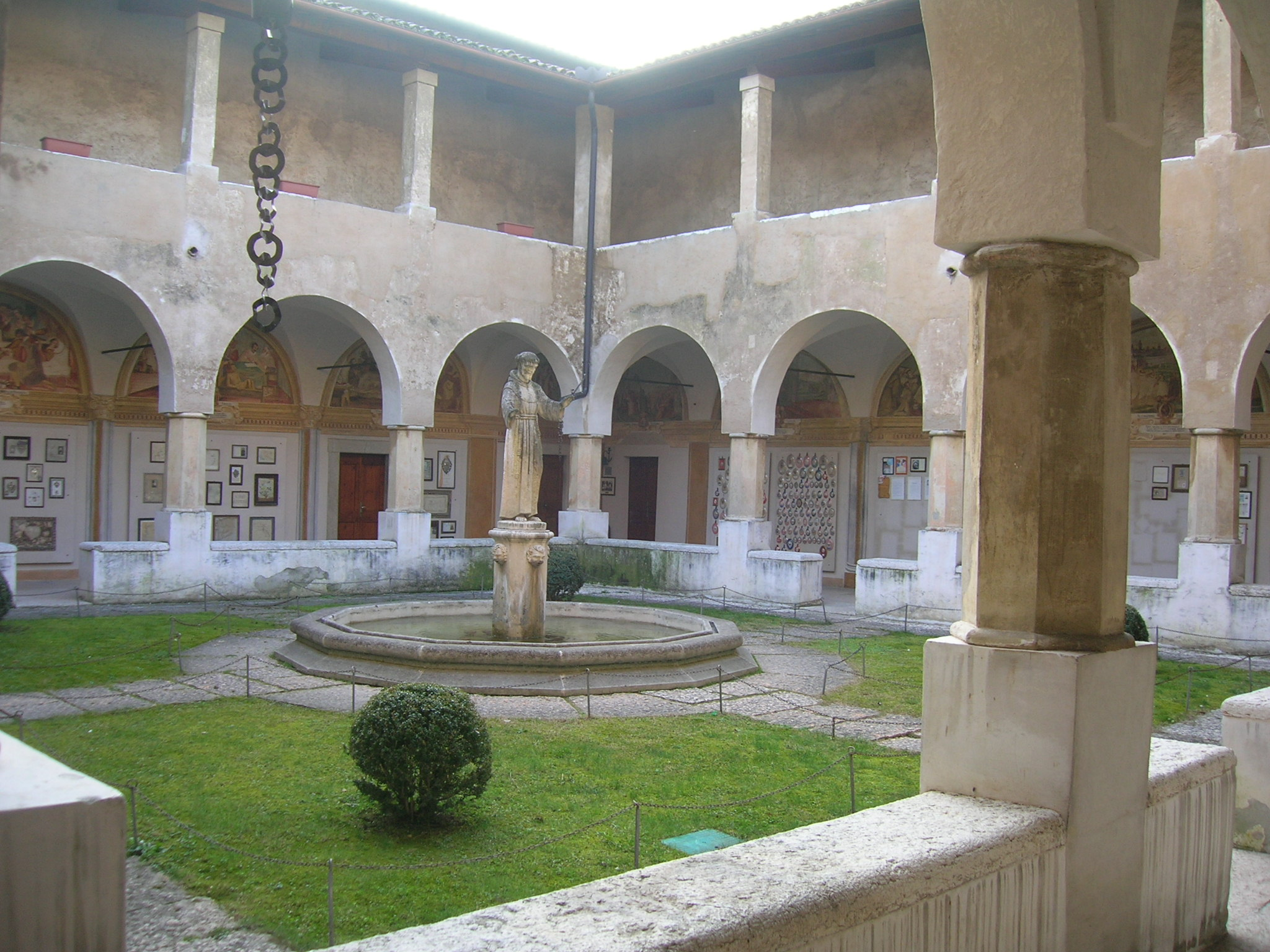
Chiostro

L'ingresso al santuario del Frassino avviene tramite un ampio viale delimitato da cipressi. La facciata esterna della chiesa ha la caratteristica di avere la zona del portale d'ingresso protetta da una sorta di tetto a spiovente che poggia su 4 colonne, che formano tre archi frontali e due laterali e che si chiudono con delle volte a crociera: ai lati e nella zona superiore del portale sono presenti diversi affreschi di Domenico Muttoni, che rievocano scene dell'apparizione. Sulla facciata è presente un rosone con vetrate policrome.
L'interno della chiesa è a navata unica con dieci cappelle laterali, cinque per ogni lato, tutte della stessa dimensione eccetto le ultime due, poste ai lati dell'altare maggiore, che invece risultano essere più ampie: si tratta della cappella di San Francesco d'Assisi o del Santissimo Sacramento e quella della Madonna del Frassino. La prima è protetta da un cancello in ferro battuto, e ha sull'altare una raffigurazione di San Francesco mentre riceve le stigmate, opera di Francesco Astolfi risalente al XVIII secolo; nella cappella nel 1639 fu posto il sepolcro della Congregazione dei Cordigeri.

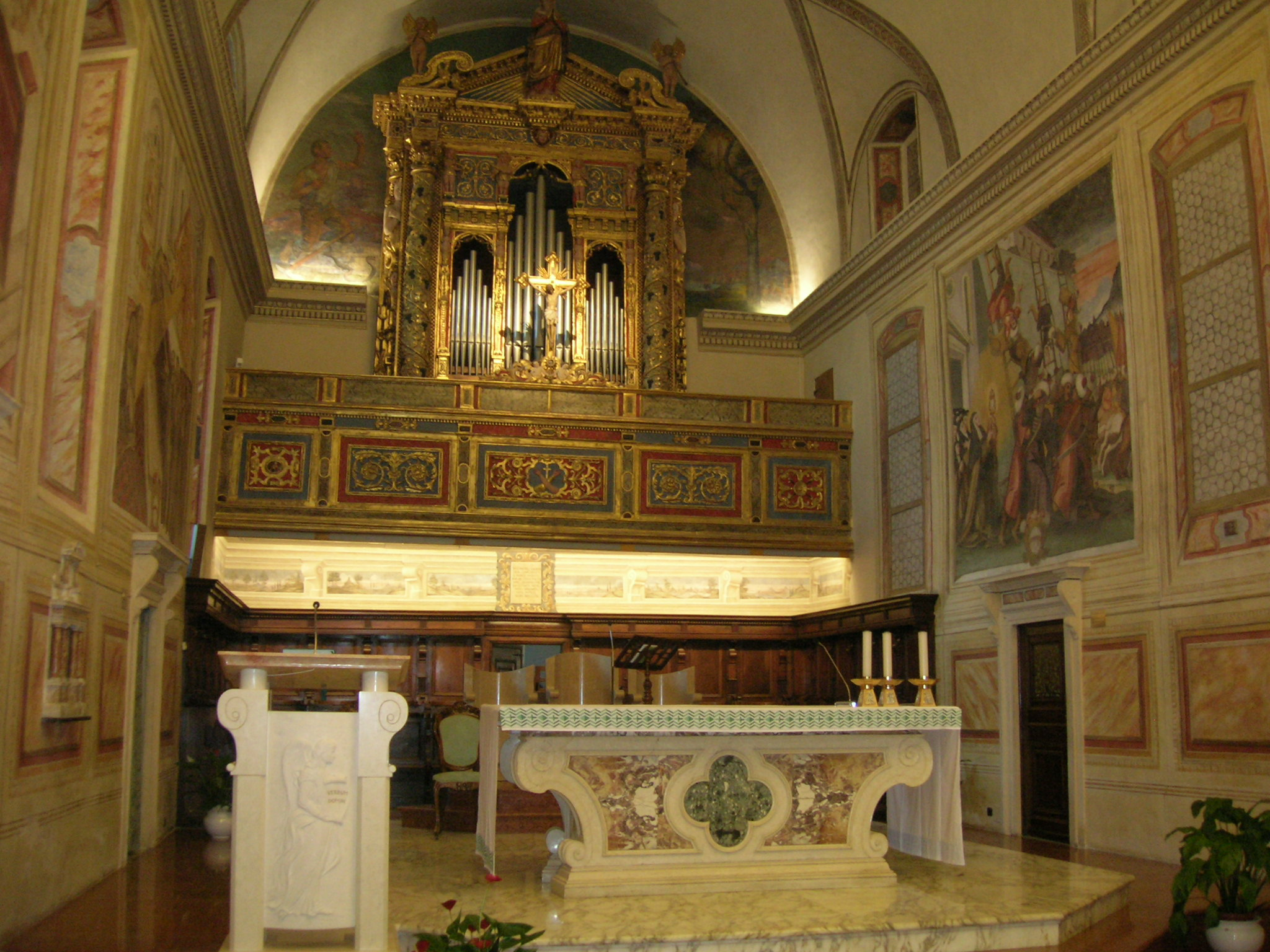
Altare maggiore

Quella dedicata alla Madonna è anch'essa protetta da un cancello in ferro battuto: sull'altare si trova una tela del Farinati, raffigurante il Padre Eterno tra una corona di angeli, inoltre San Francesco d'Assisi e Sant'Antonio Abate; ai piedi di queste opere, in un tabernacolo in marmo, è posta la piccola statua in terracotta della Madonna miracolosa che reca in braccio Gesù bambino: intorno sono stati posti alcuni ex voto. Sempre in questa cappella è presente l'affresco della Madonna del Frassino con Sant'Antonio Abate, risalente al XVI secolo, e l'affresco della Madonna col Bambino in trono e San Bernardino da Siena, attribuito a Domenico Morone, scoperto da Carlo Zanfrognini durante i lavori di restauro del 1931; dovrebbe essere la prima raffigurazione del miracolo. L'arco di ingresso, così come le pareti laterali, sono interamente rivestiti da stucchi e fregi, opera di Giambattista Reti, tra cui spiccano le raffigurazioni dei profeti Geremia e Isaia; altre tele, opera di Bertanza da Salò, raffigurano i misteri del Rosario e i santi Giovanni Battista, Francesco e Bernardino.
Le cappelle minori del lato sinistro sono decorate rispettivamente con un dipinto della Natività, coi santi Francesco e Bernardino da Siena del 1560, della Madonna col Bambino tra Sant'Anna, San Gioacchino e San Giovannino del 1586, della Madonna in Gloria del 1576, tutte opere di Paolo Farinati, mentre la quarta è adornata con una tela di Zeno da Verona del 1541, raffigurante San Pietro e San Giovanni apostolo ed evangelista.

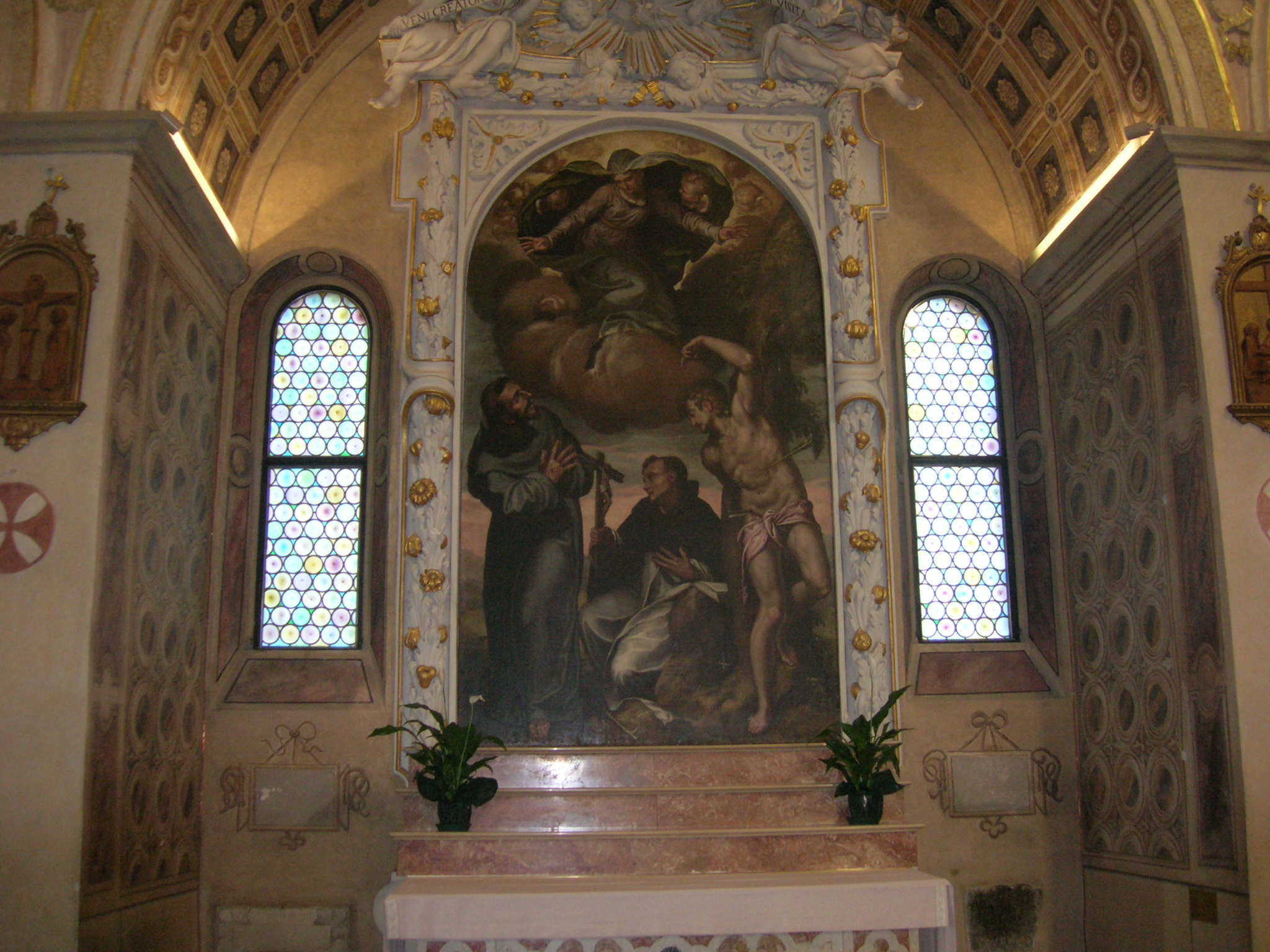
Dipinto della Madonna in Gloria del Farinati

Nelle cappelle di destra si trovano invece il dipinto della Madonna con ai piedi i santi Antonio di Padova, Valentino vescovo, Isidoro l'Agricoltore e Domenico di Guzmán, una statua del Sacro Cuore di Gesù, una statua di Gesù in croce e un'altra tela sempre raffiguranti personaggi della chiesa.
L'altare principale ha una mensa in marmo e l'organo posto alle sue spalle; sulle mura laterali quattro affreschi del Muttoni che rappresentano Sant'Antonio da Padova che fa inginocchiare la mula davanti all'Ostensorio, Santa Chiara che mette in fuga i Saraceni con l'Ostensorio, San Bonaventura che riceve la comunione da un angelo e Gesù Bambino che appare a Giovanni Duns Scoto inginocchiato dinanzi al tabernacolo. La volta non presenta elementi artistici di rilievo.
Sul lato destro della chiesa sono posti un piccolo cimitero riservato ai monaci francescani e un corridoio, dove è possibile tra l'altro osservare il luogo in cui avrebbe avuto origine il miracolo, che conduce ai due chiostri del convento, i quali furono affrescati nel 1653 sempre dal Muttoni con scene della vita di San Francesco d'Assisi e Sant'Antonio da Padova: nei chiostri inoltre si trovano opere pittoriche più recenti, precisamente del XIX secolo, del pittore Salesio Pegrassi, che raffigurano le vicende storiche del santuario e una serie di ex voto. Al centro dei chiostri sono posti rispettivamente una gabbia per colombi e una fontana sormontata da una statua di Sant'Antonio. Alle spalle della chiesa si trova il campanile.